# Quito Glacier
Quito Glacier är en glaciär i Antarktis. Den ligger i Sydshetlandsöarna. Argentina, Chile och Storbritannien gör anspråk på området. Quito Glacier ligger 45 meter över havet.
Terrängen runt Quito Glacier är kuperad söderut, men norrut är den platt. Havet är nära Quito Glacier åt nordost. Trakten är glest befolkad. Närmaste befolkade plats är Maldonado Station, 2,1 kilometer öster om Quito Glacier. 